# Jana Simon
Jana Simon (* 3. November 1972 in Potsdam) ist eine deutsche Schriftstellerin und Journalistin.

## Leben und Wirken
Jana Simon ist die Tochter der Psychotherapeutin und Autorin Annette Simon, einer Tochter der Schriftstellerin Christa Wolf, und des Filmregisseurs Rainer Simon, in dessen DEFA-Filmen, u. a. Zünd an, es kommt die Feuerwehr (1979), Das Luftschiff (1983), Die Besteigung des Chimborazo (1989), sie als Kind auftritt. Sie wuchs in der DDR in Berlin auf, studierte in Italien italienische Sprache, in Berlin und London Osteuropawissenschaft, Politikwissenschaft und Publizistik. Nebenbei war sie seit 1997 als freie Journalistin für die taz, Berliner Zeitung und den Tagesspiegel tätig. Von 1998 bis 2004 war sie Reporterin beim Tagesspiegel in Berlin. Seit 2004 ist sie Autorin der Wochenzeitung Die Zeit in Berlin, schreibt aber auch für andere Zeitschriften.
Am 1. Oktober 2013 veröffentlichte Jana Simon das Buch Sei dennoch unverzagt. Es enthält Gespräche, die sie seit 1998 mit ihren Großeltern Christa und Gerhard Wolf geführt hat. Über zehn Jahre lang befragte sie die beiden über Themen des Lebens wie Freundschaft, Liebe und Emanzipation, aber auch zum Nationalsozialismus, die DDR und ihr Leben im wiedervereinigten Deutschland. Nach Christa Wolfs Tod im Dezember 2011 trafen sich Jana Simon und Gerhard Wolf noch einmal zu einem Gespräch.
Eine Reportage von Simon lieferte die Vorlage für den ARD-Film Neufeld, mitkommen!.
Jana Simon lebt mit ihrer Familie in Berlin.

## Auszeichnungen
- 2000: Alexander-Rhomberg-Preis für Nachwuchsjournalisten
- 2001: Theodor-Wolff-Preis
- 2001: Axel-Springer-Preis für junge Journalisten
- 2015: Deutscher Reporterpreis, Kategorie „Beste Reportage“, für Der Junge, der in den Krieg ging, erschienen in Die Zeit[2]
- 2018: Deutscher Reporterpreis, Kategorie „Investigation“ für Im Zwielicht[3]
- 2020: Deutscher Reporter:innenpreis, Kategorie „Kulturreportage“ für Putins Tänzer[4][5]
- 2021: Kasseler Demokratie-Impuls für ihre Reporte Der Fall seines Lebens über einen ehemaligen NSU‐Ermittler des Landeskriminalamtes Thüringen

## Schriften

### Autorin
Aufsätze
- in: Renate Rechtien (Hrsg.): Twenty years on. Competing memories of the GDR in postunification German culture. Camden House, Rochester N.Y. 2011, ISBN 978-1-57113-503-2.
- in: Stefan Willeke (Hrsg.): In 81 Tagen um die Welt. Der Globalisierung auf der Spur. Berliner Taschenbuch Verlag, Berlin 2007, ISBN 978-3-8333-0460-6.
- Medienpreis für Sprachkultur und Alexander-Rhomberg-Preis 2000. In: Der Sprachdienst. Bd. 44 (2000), Heft 3/4, S. 97–123, ISSN 0038-8459.

Monographien
- Denn wir sind anders. Geschichte des Felix S. Rowohlt Verlag, Reinbek 2002, ISBN 3-87134-439-7.
- Alltägliche Abgründe. Das Fremde in unserer Nähe. Reportagen und Porträts. Ch. Links Verlag, Berlin 2004, ISBN 3-86153-319-7.
- Sei dennoch unverzagt. Gespräche mit meinen Großeltern Christa und Gerhard Wolf. Ullstein, Berlin 2013, ISBN 978-3-550-08040-1.
- Das explodierte Ich. Menschen zwischen Abgrund und Aufbruch. Ch. Links Verlag, Berlin 2014, ISBN 978-3-86153-793-9.
- Unter Druck : wie Deutschland sich verändert. Frankfurt am Main : S. Fischer, 2019

Reden
- Was hält uns noch zusammen. 7. Kamenzer Rede in St. Annen, Kamenz 2020, ISBN 978-3-9817103-6-6.

### Herausgeberin
- mit Frank Rothe und Wiete Andrasch: Buch der Unterschiede. Warum die Einheit keine ist. Aufbau Verlag, Berlin 2000, ISBN 3-351-02506-8.